# Thorbjørn Risager
Thorbjørn Risager, né le 19 mai 1971 à Gundsø, est un musicien danois dont le style se situe entre blues rock, jazz, et soul.

## Biographie
Après des études de musique au prestigieux[réf. nécessaire] Rytmisk Musikkonservatorium de Copenhague, il fonde en 2002 le septet Thorbjørn Risager Blue7.
Auteur, compositeur, guitariste et chanteur du groupe, il est élu musicien blues danois de l'année lors du festival de blues de Copenhague de 2005.
Les influences qu'il cite sont Ray Charles et B. B. King[réf. nécessaire].

## Discographie
- 2004 : Live 2004
- 2007 : From The Heart
- 2007 : Here I Am
- 2009 : Live At The Victoria
- 2010 : Track Record
- 2012 : Dust & Scratches
- 2013 : Between Rock And Some Hard Blues - The First Decade (uniquement disponible en téléchargement)
- 2014 : Too Many Roads
- 2015: Songs From The Road
- 2017 : Change My Game
- 2020: Come On In